# اگدا
اگدا (به لاتین: Egeda) یک منطقهٔ مسکونی در روسیه است که در داغستان واقع شده‌است.